# Будівництво 213 і ВТТ
Будівництво 213 і ВТТ — підрозділ, що діяв в системі виправно-трудових установ СРСР.

## Історія
Будівництво 213 було створено в 1939 році. Управління Будівництва 213 розташовувалося в бухті Находка (нині місто з однойменною назвою), Приморський край. В оперативному командуванні воно підпорядковувалося спочатку Головному управлінню виправно-трудових таборів і колоній Народного комісаріату внутрішніх справ (ГУЛАГ НКВС), а пізніше Головному управлінню таборів гідротехнічного будівництва (ГУЛТС НКВД).
Максимальна одноразова кількість ув'язнених могло становити більше 8500 чоловік.
Будівництво 213 припинило своє існування в 1941 році.

## Виробництво
Основним видом виробничої діяльності ув'язнених було будівництво торгового порту Находка з промисловими підприємствами і підсобними господарствами.